# Céline Dumerc
Céline Dumerc, född den 9 juli 1982 i Tarbes, Frankrike, är en fransk basketspelare som tog OS-silver i dambasket vid olympiska sommarspelen 2012 i London.

## Klubbkarriär
- 1997–2000  CFBB
- 2000–2003  Tarbes GB
- 2003–2009  Bourges
- 2009–2011  Ekaterinburg
- 2011–0000  Bourges

## Utmärkelser
- Riddare av Nationalförtjänstorden,  31 december 2012[3]
- Riddare av Hederslegionen,  31 december 2021[1]

[Redigera Wikidata]